# Grotta Calgeron
La grotta del Calgeron, nota anche con il nome grotta G.B. Trener, è una cavità naturale che si trova nei pressi del paese di Grigno, in Valsugana in Trentino.

## Dove si trova

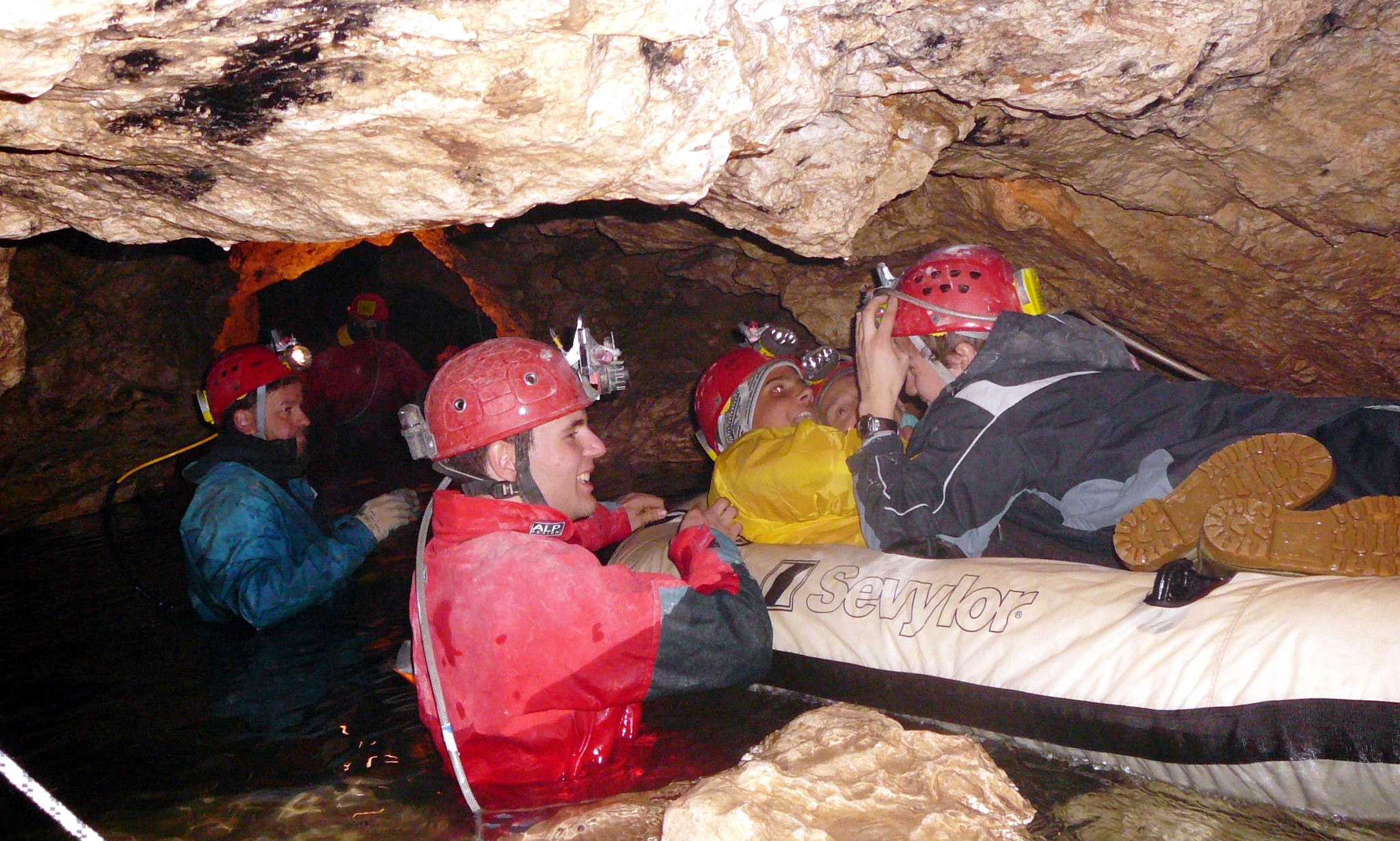
L'ingresso alla grotta con l'ausilio di un gommone

L'accesso della grotta si trova sul versante orografico destro del fiume Brenta, nei pressi di Selva di Grigno, in Valsugana. Raggiunta la località di Grigno, si attraversa il fiume, girando a destra, e si trova parcheggio ove inizia il sentiero che porta all'apertura. Dal parcheggio si prende un sentiero che inizialmente si alza, e poi costeggia la montagna; in poco più di 30 minuti si è quindi all'ingresso della cavità (470 m s.l.m.).
L'ingresso risulta a volte inaccessibile, in quanto il livello dell'acqua può arrivare a chiudere sia l'ingresso principale che il sifone posto dopo la "sala delle vasche".

## Il nome
Il nome Calgeron o Calderon è il termine dialettale trentino con il quale si chiamano le grandi pentole di forma cilindrica ed è stato dato alla Grotta in quanto al suo interno, sulla pavimentazione, si possono trovare delle grandi erosioni di forma cilindrica che ricordano questi pentoloni. Tali erosioni sono chiaramente visibili nel ramo laterale sinistro e si sono formate durante il periodo di attività idrologica della cavità. Le forti correnti di acqua trasportavano varie pietre che depositatesi negli anfratti del pavimento iniziavano a girare vorticosamente. Quando vi entrava una pietra più dura della pavimentazione, la stessa cominciava ad erodere la pietra tutt'attorno scavando un foro circolare, un "calgeron" per l'appunto. All'interno di questi fori si possono ancora notare le pietre levigate che li hanno formati.

## La cavità

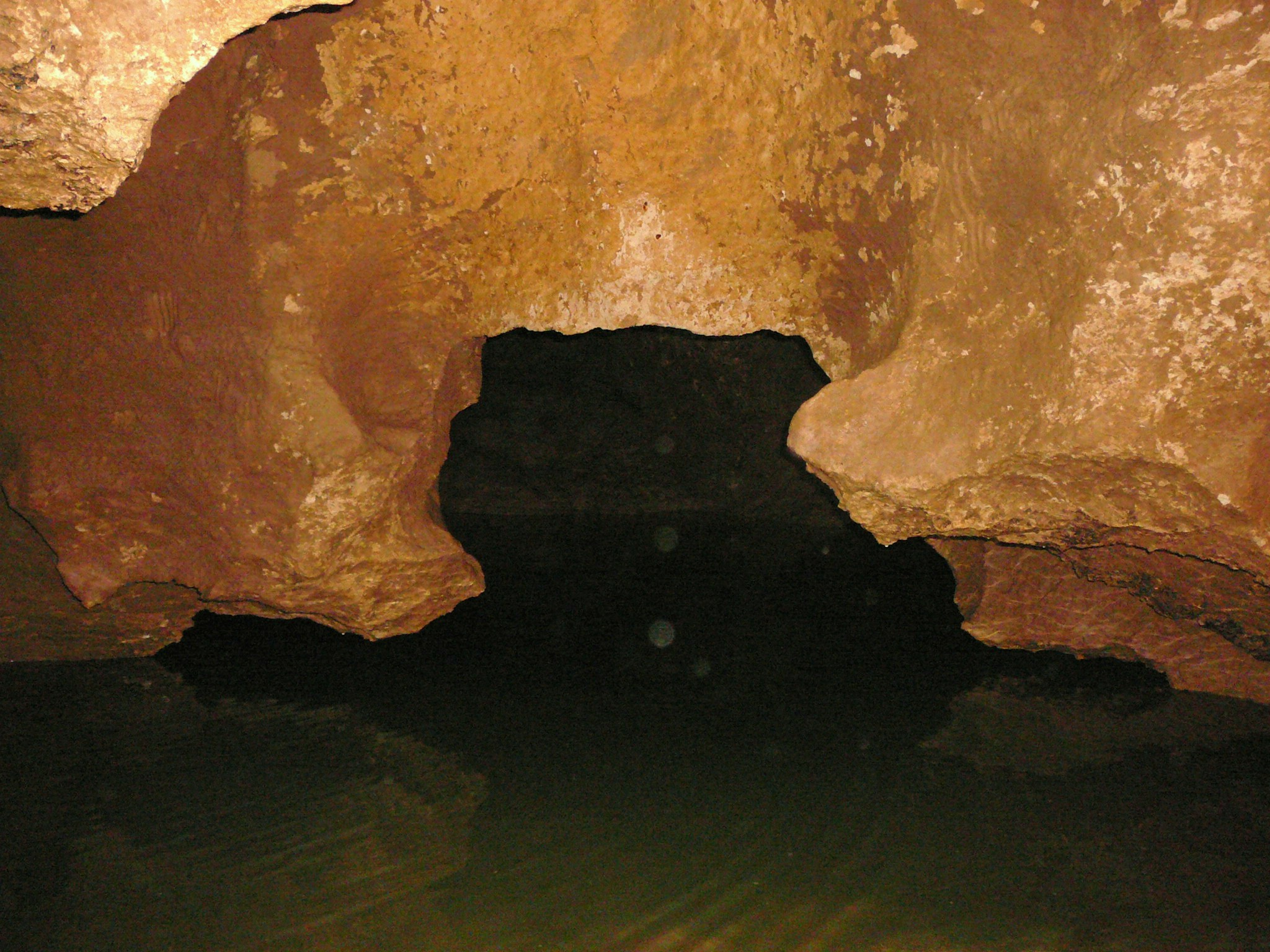
Il lago Pasa, uno dei maggiori laghi all'interno della grotta

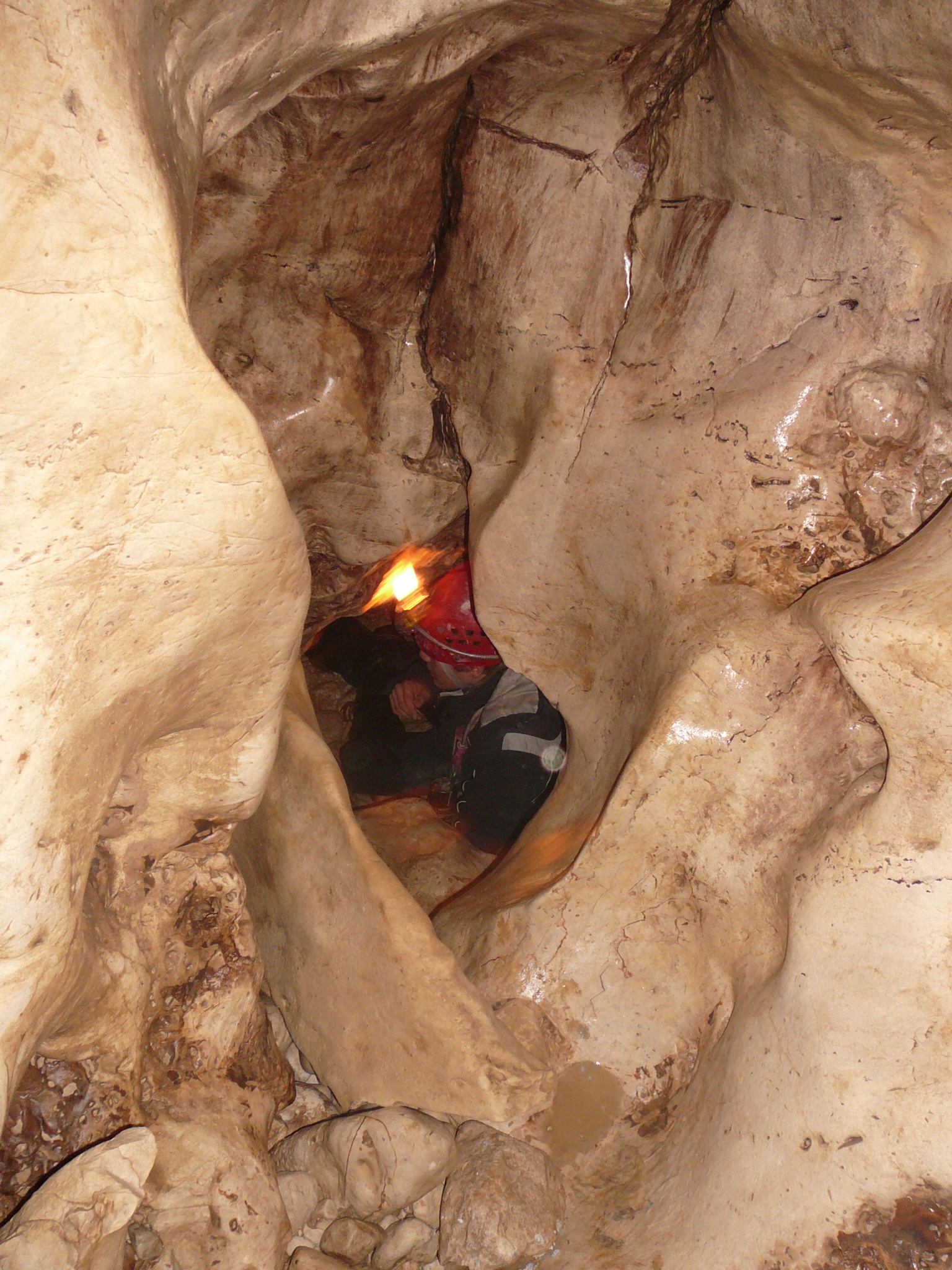
Uno dei molteplici stretti passaggi

La grotta ha uno sviluppo di 3.600 metri (perlopiù orizzontali), di cui solo i primi 2 chilometri sono visitabili durante tutto l'anno; il resto della grotta è invece accessibile solo nei periodi di maggior siccità e soltanto a personale esperto ed attrezzato.
La cavità conta diverse grotte, scavate nella dolomia, con 11 laghetti ed una serie di vasche di candida concrezione a gradinata all'ingresso della grotta. La grotta ha una profondità compresa tra +250 m e -130 m (380 metri in totale).
Tra gli aspetti notevoli di questa grotta si ricordano una caverna lunga 80 metri e un lago (il settimo: il "lago Pasa"), con una profondità di 4 metri ed una lunghezza di 40.
Probabilmente questa grotta è collegata alla ben più nota e grande Grotta della Bigonda, sita poco distante. Assieme le due cavità formerebbero un grande complesso di cavità.
Uno strato di argilla bianca che si trova dentro la cavità, può far ipotizzare che la grotta sia riferibile alla glaciazione Riss, ovvero 250.000 anni fa.
La grotta ha alcune zone alle quali, per la loro particolarità, è stato assegnate un nome:
- il "ramo del fango", un ramo cieco di 150 m, dove - come il nome suggerisce - ci si sporca a percorrerlo
- il "labirinto o inghiottitoio", sezione a chiocciola che forma un piccolo labirinto
- la "discesa sulla sabbia", un cunicolo in discesa di una cinquantina di metri che si può percorrere di corsa scivolando nella sabbia
- la "sala nera", una larga sezione discendente con pietra molto scura
- il "ramo alto", con ingresso posto sopra la volta della grotta, raggiungibile solo con una scaletta
- la "sala delle vasche", posta all'inizio dalla cavità e caratterizzata da piani di vasche concrezionate
- il "sifone degli echi", termine del ramo alto con piccola apertura ove gridando al suo interno si può udire un'eco proveniente sicuramente dalla continuazione della cavità.

## Curiosità
- Il 23 febbraio 1997, sono stati soccorsi due turisti veneti che non riuscivano a trovare l'uscita della grotta.
- L'ingresso alla grotta è sempre possibile, in quanto solitamente il cancello non viene mai chiuso; è comunque consigliabile non addentrarsi senza una guida.
- Subito dopo il cancello di ingresso si trovano solitamente 1 o 2 laghetti, superabili preferibilmente con l'uso di un piccolo canotto, in modo da non bagnarsi totalmente subito, o di una muta subacquea.